# Yu-Gi-Oh! GX
 (août 2025).
 (novembre 2020).
 (novembre 2020).
- Si vous ne connaissez pas le sujet, laissez ce bandeau (vous pouvez alors contacter les auteurs).
- Si vous supprimez le contenu mis en cause (vous pouvez préalablement contacter les auteurs),

argumentez précisément cette suppression dans la page de discussion
(un manque de référence n'est pas un argument ; une recherche réelle de référence doit avoir été effectuée, être formellement documentée).
Yu-Gi-Oh! GX (遊☆戯☆王デュエル モンスターズGX, Yūgiō Dyueru Monsutāzu GX) est une série télévisée d'animation japonaise de 180 épisodes produite par les studio Gallop et Nihon Ad Systems. 
Elle a été diffusée sur TV Tokyo entre octobre 2004 et mars 2008. Cette série est une sorte de suite de la série Yu-Gi-Oh!. Seto Kaiba a créé des Académies de Duels pour former des duellistes. On suit les aventures de Jaden Yuki, un nouvel élève de l'académie, et de ses amis.
Hors du Japon, la série est licenciée par 4Kids Entertainment. La 4e saison n'a pas été traduite car 4Kids voulait s'occuper de Yu-Gi-Oh! 5D's au plus tôt. Mais elle a annoncé qu'une traduction de la saison 4 de Yu-Gi-Oh! GX était toujours envisageable. En mai 2011, 4Kids perd la licence d'exploitation de la franchise Yu-Gi-Oh! mais la récupère le 2 juin 2011.
Un manga de Naoyuki Kageyama a été publié dans le magazine V Jump entre décembre 2005 et mars 2011 et a été compilé en neuf volumes par Shūeisha. La version française est publiée par Kana.

## Synopsis
Yu-Gi-Oh! GX se déroule 10 ans après les évènements de la série originale Yu-Gi-Oh!. L'histoire suit Jaden Yuki (Jüdai Yuki dans la version japonaise) à la Duel Academy, une école fondée par Seto Kaiba pour enseigner aux jeunes duellistes le jeu Duel Monsters. En utilisant son deck Elemental Hero ( et dans la saison 2 le deck Néos spaciens) et la carte Kuriboh Ailé reçue par Yûgi Muto, Jaden va se faire divers nouveaux amis et rivaux et relever de nombreux défis dans sa quête pour devenir le prochain King of Games.

## Personnages

### Élèves
| Étudiants                             | Saison 1     | Saison 2                | Saison 3                | Saison 4      |
| ------------------------------------- | ------------ | ----------------------- | ----------------------- | ------------- |
| Jûdaï Yuki / Jaden Yuki               | Rouge Slifer | Rouge Slifer            | Rouge Slifer            | Rouge Slifer  |
| Rei Saotome / Blair Flannigan         |              |                         | Rouge Slifer            | Bleu Obélisk  |
| Jun "San da" Manjôme / Chad Princeton | Bleu Obélisk | Rouge Slifer            | Rouge Slifer            | Bleu Obélisk  |
| Sho Marufuji / Syrus Truesdale        | Rouge Slifer | Jaune Râ                | Jaune Râ                | Bleu Obélisk  |
| Tyrano Kenzan / Davy Crickett         |              | Jaune Râ                | Jaune Râ                | Jaune Râ      |
| Daichi Misawa / Bastien Misawa        | Jaune Râ     | Jaune Râ                | Jaune Râ                |               |
| Asuka Tenjôin / Alexia Rhodes         | Bleu Obélisk | Bleu Obélisk            | Bleu Obélisk            | Bleu Obélisk  |
| Fubuki Tenjôin / Isidore Rhodes       | Bleu Obélisk | Bleu Obélisk            | Bleu Obélisk            | Bleu Obélisk  |
| Edo Phoenix / Aster Phoenix           |              | Duelliste Pro / Obélisk | Duelliste Pro / Obélisk | Duelliste Pro |

### Professeurs
| Noms                               | Situation                                                          | Descriptions/Saisons         |
| ---------------------------------- | ------------------------------------------------------------------ | ---------------------------- |
| Chronos De Medicis / Vegan Crowler | Responsable du dortoir des garçons Bleu Obélisk / Vice-Doyen Doyen | toutes les saisons 2e saison |
| Napoléon / Wellington              | Vice-Doyen                                                         | 2e et 3e saison              |
| Daitokuji / Lyman Banner           | Responsable du dortoir Rouge Slifer                                | 1re saison                   |
| Emi Ayukawa / Fonda Fontaine       | Responsable du dortoir des filles Bleu Obélisk / Infermière        | toutes les saisons           |
| Marcky Somtar / Mario Sartyr       | Responsable du dortoir Jaune Râ                                    | toutes les saisons           |

### Anciens élèves
| Noms                                            | Niveaux              | Descriptions |
| ----------------------------------------------- | -------------------- | --- |
| Ryo "Hell Kaiser Ryo" Marufuji / Zane Truesdale | Bleu Obélisk         | Le frère de Syrus, l'héritier des monstres cyber est parti en ligue pro à la fin de la 1re saison après un duel contre Jaden qui s'est soldé par une égalité. Revient en saison 2 sous forme de Zane maléfique avec un nouveau deck et une nouvelle garde-robe, avec comme unique objectif : la victoire à tout prix. Il revient dans la saison 3 lorsque la Duel Academy est plongée dans une dimension différente, lorsque Jaden et ses amis sont propulsés dans une autre dimension, en affrontant Jesse qui est possédé par Yubel, il disparait en ayant un arrêt cardiaque. Il revient dans la saison 4 mais même si ses problèmes au cœur sont guérit il reste trop faible et Zane doit totalement rester au repos. |
| Takuma Saiou / Sartorius                        | Bleu Obélisk / Blanc | Un ami et manager d'Aster. Il utilise des cartes de tarot pour lire dans l'avenir. Il apparaît pour la première fois dans la saison 2 en tant que maître de la société de lumière. C'est le grand méchant de la 2e saison, et il revient comme allié dans la 4e saison. |
| Hayato Maeda / Charlie Huffington               | Rouge Slifer         | Est parti à la fin de la saison 1 dans la société de Pegasus pour créer des cartes. À la saison 2, c'est lui qui a donné la carte Gratte ciel 2000 - Ville du héros à Jaden. |

### Cavaliers de l'Ombre (saison 1)
Les Cavaliers de l'Ombre est une association de 7 Duellistes des Ombres dont l'objectif est de libérer les cartes de Bêtes sacrées (Uria, Seigneur des Flammes Aveuglantes, Hamon, Seigneur du Tonnerre Fracassant et Raviel, Empereur des Phantasmes). Ils ont également un chef nommé Kagemaru. L'un d'eux n'était autre qu'Isidore Rhodes, le frère d'Alexia, lorsqu'il était possédé par une entité appelée Darkness.
- Masque des Ténèbres (Darkness contrôlant le corps de Isidore Rhodes) : Il possède un Deck Dragon basé sur le Dragon Noir aux Yeux Rouges et le Dragon des Ténèbres aux Yeux Rouges. Il fera un duel face à Jaden mais perdra.
- Camula : Deck Zombie, elle fera trois duels : un contre le Dr. Crowler qu'elle gagnera (son âme sera enfermée dans une poupée), puis contre Zane (à la suite d'un chantage, elle gagnera et enfermera également son âme dans une poupée) et contre Jaden, duel qu'elle perdra et son âme sera enfermée au royaume des ombres. Elle est l'une des dernières vampires. Son but était de capturer suffisamment d'âmes pour ranimer les siens.
- Tania : Deck Amazone, elle fera un duel contre Bastien et gagnera, ensuite elle affrontera en duel Jaden et perdra. Elle n'est devenue cavalière de l'ombre que dans le but de trouver un homme assez fort qui pourrait vivre avec elle. On la revoit durant la saison 3 où elle assiste Jaden et ses amis un temps. Elle finit par vivre avec Bastien dans sa dimension.
- Don Zaloog : Deck Scorpion noir, il fera un duel contre Chad et perdra. Il est le seul cavalier qui était associé à Kagemaru depuis le début.
- Abidos : Deck Pharaon, il fera un duel contre Jaden mais perdra à la suite de son incompétence en duel. Il est un ancien pharaon que l'on disait invincible. En réalité, il joue très mal et ne doit sa réputation qu'au fait que ses courtisans le laissait gagner (sans qu'il le sache). Ravi que Jaden joue sérieusement face à lui, Il lui fait promettre de le revoir dans l'au-delà à sa mort.
- Titan : Deck Démon (au départ Archdémon), avant qu'il ne soit un cavalier de l'ombre il perdra un duel contre Jaden et sera envoyé au royaume des ombres. Suppliant de l'aide dans ce monde sans pitié, il deviendra un cavalier de l'ombre, il fera ensuite un duel contre Alexia, mais il perdra et sera cette fois envoyé au royaume des ombres pour de bon.
- Amnaël (Professeur Lyman Banner) : Deck Alchimie, il fera un duel contre Alexia et gagnera (il enfermera Alexia dans un livre), il fera de même avec Chad, mais perdra contre Jaden. Atteint d'une maladie mortelle durant un séjour en Égypte, il a transféré son esprit dans un homoncule (un clone) et savait son temps compté. Son homoncule sera réduit en poussière à la fin du duel. Banner avouera alors qu'il est devenu Cavalier de l'ombre pour préparer Jaden à un défi encore plus grand : battre Kagemaru, leur boss, lorsque ce dernier possèdera les 3 Bêtes Sacrées. Après son duel, son âme est transformée en boule de lumière et sera gobée par son chat Pharaon alors qu'il allait rejoindre l'au-delà, qui la recrachera plusieurs fois dans la série, faisant ainsi réapparaître Banner pour donner des conseils aux héros.
- Kagemaru : Boss des Cavaliers de l'ombre. Il était l'intendant de l'académie. Vieil homme ridé et incapable de se tenir debout, il a orchestré toute cette opération pour retrouver sa jeunesse. Les Cavaliers de l'Ombre avaient pour mission de défier en duel les gardiens des clefs des esprits afin de les charger en énergie de duel (il s'agit du seul moyen de rendre les clefs utilisables) mais aussi de trouver un duelliste dont l'âme serait suffisamment forte pour permettre aux Bêtes Sacrées d'éveiller tout leur potentiel, ce duelliste sera Jaden. Finalement, Kagemaru s'empara des 3 Bêtes sacrées et fit un duel contre Jaden mais il perdit.

### La société de Lumière (saison 2)
Au début de l'année, Jaden rencontre un duelliste professionnel du nom d'Aster Phoenix et celui le defiera. Mais Aster le laissa gagner car son agent Sartorius le voulait. Quand Jaden apprend cela, il le défie de nouveau mais cette fois perd le duel et il n'arrive plus à distinguer ses cartes. Pendant ce temps, Wellington veut démolir le dortoir des Rouges Slifer car il pense que ces élèves salissent la réputation de la duel académie. Cricket, Cyrus, Alexia, Chad et Bastien viennent tous emménager dans le dortoir des Rouge Slifer pour empêcher la démolition. Comme Jaden ne peut plus disputer de duels car il ne voit plus ses cartes, il quitte la duel académie mais en prenant le bateau, il est ébloui par la lumière d'une météorite et le bateau s'écrasa sur une île. Il rencontre à ce moment-là un monstre néo-spatial appelé Aqua Dauphin (les monstres néo-spatiaux sont des monstres dessiné par Jaden lorsqu'il était enfant et ils ont été envoyés dans l'espace pour être immergés dans une substance cosmique). Celui-ci raconte à Jaden que la Terre est en danger car l'équilibre entre la lumière et l’obscurité est menacé et qu'il est le seul à pouvoir protéger cet équilibre. Juste après, il possède un tout nouveau jeu composé de monstres néo-spatiaux et il peut à nouveau distinguer ses cartes. Il aura quelques nouveaux monstres en plus et il revient plusieurs jours après à la duel académie. En arrivant, il voit Alexia qui était sur le point d'affronter Aster mais va la remplacer : s'il gagne, le dortoir des Rouge Slifer sera sauvé mais en revanche, s'il perd, ils le démoliront. Jaden gagne le duel, mais Wellington ne le supporte pas et veut quand même le démolir. C'est pour cela qu'il défie Crowler et il perdra. Ensuite, Sartorius va faire sa grande apparition où il affrontera Chad en duel. Chad perdra et il rejoindra la société de Lumière. Il sera habillé tout en blanc. 
Par la suite, il transformera le dortoir des Bleu Obelisk en dortoir des Blanc. Alexia l'affrontera mais elle perdra le duel et elle va rejoindre à son tour la société de Lumière. Avec le temps, Bastien aussi rejoint cette société en perdant volontairement (il aurait pu gagner en activant sa carte piège Cylindre Magique mais a préféré se laisser attaquer par le monstre de Chad). Plus tard, Sartorius affrontera Cricket en duel et Sartorius gagnera le duel. Mais Cricket résiste au pouvoir de la Lumière car il possède de l'ADN de dinosaure. Sartorius affrontera un prince (celui-ci possède un satellite qui se trouve dans l'espace et qui permet de contrôler tous les humains mais ne fonctionne qu'à l'aide de 2 clés) et en gagnant, il s'empare ainsi du satellite. Par la suite, on verra que l'âme de Sartorius est divisé en deux parties : une partie obscure qui veut conquérir le monde et une autre partie qui représente le bien. La partie bienfaisante de Sartorius remettra les deux clés à Jaden et à Aster : les deux élus. Par la suite, Chad et Alexia seront délivrés de l'emprise de Sartorius grâce à Jaden. À la fin de la saison Jaden affrontera Sartorius en duel; pendant ce temps Chad affrontera Blair (la jeune fille amoureuse dans la saison 1). Jaden gagnera le duel contre Sartorius (pendant le duel, le neos de Jaden et le dinosaure qui se trouve en Cricket seront dans l'espace pour détruire le satellite). Chad gagnera le duel contre Blair et sera le grand vainqueur du tournoi GX.

### Souverains des Ténèbres (saison 3)
- Zure, chevalier du monde des ténèbres : ancien chevalier, il a été banni par le chevalier Fried de l'ordre des chevaliers. Il revient plus tard se venger avec son armée des ténèbres et sèmera la terreur. Jaden l'envoie alors dans les étoiles.
- Brron, Roi fou du monde des ténèbres : devient le maître des ténèbres après la défaite de Zure. Il envoie Chadd, Criket, Alexia et Isidore dans les étoiles pour obtenir une carte très spéciale, mais se fait à son tour envoyer dans les étoiles par Jaden qui prend alors sa place.
- L'ultime souverain (Jaden) : Après sa victoire contre Brron, il prend la carte "Super polymérisation". Cette carte commence alors à le prendre au piège, il prend le pouvoir. Quand il devint le grand souverain, il envoya Jim dans les étoiles et Axel qui fera match nul contre lui et se sacrifiera pour le ramener à la raison
- Adrien, gardien d'Exodia le maudit : a trahi Yubel et Echo pour Exodia. Il envoie Aster dans les étoiles.
- Jesse (contrôlé par Yubel) : le Dragon Arc-en-Ciel, en détruisant les bêtes sacrées de Yubel, a réussi à ouvrir le portail et à ramener Jaden, ses amis et la Duel académie dans leur monde, mais Jesse ne réussit pas à partir avec les autres et Yubel en profitera pour prendre possession de son corps et transféra son âme dans le dragon Arc-en-ciel. Yubel transformera les bêtes de cristal et le Dragon Arc-en-ciel en des bêtes de cristal des ténèbres pour qu'ils lui obéissent. Zure, au début, tendra un piège à Jaden en laissant dans une cage un faux Jesse. Plus tard en retrouvant Jesse, celui-ci affrontera Zane et l'enverra dans les étoiles, rendant ainsi Jaden triste et furieux. Après avoir affronté Zane, Jesse affronta Adrien qui s'était introduit dans son repaire. Yubel gagna et l’envoya dans les étoiles. En fusionnant son Neos avec le Dragon Arc-en-Ciel de Jesse Jaden gagna libérant ainsi l'âme de Jesse et ses bêtes cristal.
- Yubel : Yubel, le maître de ce monde. Elle était la carte fétiche de Jaden enfant mais s'en prenait physiquement à ses adversaires. Elle fut expédiée dans l'espace mais sa fusée se désintégra, laissant sa carte brûlée. Elle en a déduit que la souffrance infligée était la faute de Jaden et décida de tout faire pour le faire payer. Dans une ancienne vie, elle était une jeune femme chargée de sa protection. Afin de mener sa mission au mieux, elle accepte une opération très douloureuse qui la défigurant totalement pour acquérir la puissance nécessaire à sa mission. Voyant le sacrifice de son garde du corps, Le Jaden de cette époque lui fait la promesse de l'aimer elle seule éternellement. C'est elle qui a transformé Jaden en grand souverain pour qu'il ait plus de puissance. En vérité, elle voulait juste l'aider, mais a seulement réussi à le rendre triste. Au début, elle était au service du Professeur Thexalonixus, lorsqu'elle était dans sa forme initiale (un œil). Après que le Professeur Thexalonixus ait été vaincu, elle a transporté la Duel Académie dans une dimension désertique. Après avoir fait un marché avec Adrien et réussi à posséder le jeune Julien, fils du Dr Bonaparte Wellington, Yubel transforma les élèves de l'Académie en zombies duellistes pour barrer la route à Jaden et ses amis. En battant Yubel, Jaden fait revenir Syrus, Jesse, Chad, Criket, Alexia, Isidore, Zane, Jim, Axel, Aster et Crowler, alors que lui, Adrien et Bastien restent dans l'autre dimension. Il fusionne avec l'âme de Yubel et acquiert certains de ses pouvoirs.

### Champions des autres Académies (saison 3)
- Jesse Anderson [Johan Anderson] (Champion de l'Académie du Nord)
- Jim Crocodile Cook (Champion de l'Académie du Sud)

Passionné d'archéologie et de géologie, il emploie un deck basé sur la fusion fossile. Il a sauvé la vie d'une femelle crocodile quand il était enfant et ne l'a plus quittée depuis. Il détient un objet mythique appelé l’œil d'orichalque. Il lui confère le pouvoir de voir la vraie nature des gens et lui permet d'accomplir un miracle pour sauver une personne qui lui est cher. Il le porte en permanence sur l’œil droit et le cache sous un bandage.  
Très à son aise en milieu sauvage notamment en pistage, il est d'une aide précieuse à Jaden tout au long de la saison 3 et tente même de le sauver sans succès quand il devient le roi des ombres.
- Axel Brodie [O'brien Austin] (Champion de l'Académie de l'Ouest)

Fils d'un mercenaire, il est d'un tempérament sérieux et s'entraîne au duel en mettant sa propre vie en danger pour accroître sa concentration. Son disque de duel a la forme d'un fusil. Son deck se base sur les monstres de type Pyro et les dommages directs.
Initialement bras droit du professeur Thessalonixus [Cobra], il réalise les véritables intentions de ce dernier et se rallie à Jaden. Il parvient à faire match nul contre Jaden transformé en roi des ténèbres, ce qui lui permet de le libérer de l'emprise du roi des ténèbres avec l'aide de l'œil d'orichalque que lui a laissé Jim avant de disparaître.
Durant la saison 4, il travaille en réalité pour Illusion Industrie, la société de Pegasus. Il apporte régulièrement des informations à Jaden sur l'évolution de la situation.
- Adrien Gecko [Amon Garam] (Champion de l'Académie de l'Est)

Orphelin, il est adopté par un magnat de la finance pour en faire son héritier. Ceci cependant nécessite qu'il s'astreigne à un entraînement et des cours intensifs. Ses efforts partent en fumée à la naissance de son petit frère, qui héritera de l'empire familial. Il se donne alors pour mission de le protéger lui et les intérêts familiaux en devenant l'espion le plus efficace de sa société, assisté par son amie de toujours : Écho.
Alors qu'il piste Dr Texalonisus pour mettre fin à ses projets, il est arrêté et est alors séduit par Yubel et se laisse submerger par ses propres démons. En arrivant dans la dimension ténébreuse et il tenta de devenir le roi. Il sacrifie Echo pour obtenir le contrôle d'Exodia et réussit à battre Aster Phoenix. À noter qu'il n'a pas la moindre trace d'ombre : il est absolument convaincu que ses idéaux sont justes et que ses méthodes sont nécessaires pour bâtir un monde sans souffrances. Il affronte ensuite Yubel mais perd le combat et disparaît. Lui et Écho sont les seuls personnages à ne pas revenir de la dimension ténébreuse.

### Ombres du Chaos (saison 4)
- Trueman : c'est le messager de Darkness et du monde des ténèbres. Il s'appelle aussi Mr T. Son objectif est d'arrêter Jaden et ses amis. Il subit d'abord trois défaites face à Jaden puis sera de retour plus tard et fera une invasion à Domino City et à la Duel Académie au cours de laquelle il réussit à battre tous les amis de Jaden. Il attaquera avec succès le reste du monde mais il disparaitra en même temps que Darkness, son maître.
- Yusuke Fujiwara : Yusuke Fujiwara est un nouveau personnage de Yu-Gi-Oh! GX qui apparaît dans la saison 4. C'est un élève Bleu Obelisk, qui a d'étranges pouvoirs comme celui de l'hypnose, pour contrôler ses victimes, mais seul Jaden résiste à ses pouvoirs. À sa première apparition, il était en fait Honest ou Ange de Loyauté en français (un esprit de duel de monstre) qui était venu sous son apparence pour enquêter sur la disparition de son maître. Yusuke était le meilleur ami d'Isidor Rhodes et Zane Truesdale mais à l'aide d'un masque il a découvert le pouvoir des Ténèbres et a vendu son âme à Darkness, le maître du monde des ténèbres, puis a disparu. Pendant son rituel pour aller au monde des ténèbres, Isidor intervint et fut transporté aux portes de ce monde mais Yusuke lui donne le masque des ténèbres et le renvoie dans le monde réel. C'est de cette façon qu'Isidor est devenu le Masque des Ténèbres qui est une part de Darkness. Yusuke revient finalement à la Duel Académie pendant l'invasion des Truemans sous un costume similaire à celui d'Isidor quand il était sous le contrôle du Masque. Il affronte Isidor et gagne le duel puis il affronte Jaden et Jesse dans un duel à 3. Il réussit à éliminer Jesse mais perd contre Jaden et son Néos Arc-En-Ciel, la fusion du Néos de Jaden et du Dragon Arc-En-Ciel de Jesse. Yusuke utilise un deck qui utilise des cartes 'Transparent' comme Monde Transparent ou Dragon Malicieux Transparent qui sont des monstres sans attributs.

### Autres
- Pegasus J. Crawford / Maximillien Pegasus

Maximilien Pegasus est le créateur du jeu de cartes et est le président d'Illusions Industrie. Il utilise le deck des toons. On le verra apparaitre à plusieurs reprises dans la série. À la suite de la perte de son œil du millénium, Pegasus est borgne et n'a plus que son œil droit. Quand il a vu Jaden se mesurer à une carte de dieu égyptien sans avoir peur et qu'il peut communiquer avec les esprits de ses cartes, il en a déduit qu'il a des similitudes avec Yugi.
- Seto Kaiba

Seto Kaiba est le président de la Kaiba corp et l'un des plus grands duellistes du monde. il apparaît dans certains épisodes de la saison 2. Il accepte notamment de vendre l'académie au groupe Princeton à condition qu'ils puissent battre un des étudiants en duel tout en sachant pertinemment qu'ils ne pourraient pas y arriver. Il permet également à la sœur de Sartorius de recouvrer une forme physique. Il est possible que depuis ses mésaventures dans le monde virtuel de Noah, Kaiba a su développer une technologie capable de sortir ceux qui sont prisonniers du monde virtuel.
- Les Frères Paradox

Les deux frères jumeaux du Royaume des Duelistes qui furent autrefois vaincus par Yugi Mûto et Joey Wheeler, refont leur apparition pour un duel entre eux face à Jaden et Sirus dans la saison 1 mais il furent vaincus par les deux élèves de l'académie. 
- Yugi Mûto

Yugi Mûto est le meilleur duelliste et le champion du monde de duel de monstres. Il apparaît au début de la série et croise Jaden sur son chemin et lui donne Kuriboh ailé. Étant donné qu'il n'a plus le puzzle du millénium et que son alter-ego Atem est parti, il s'agit de l'unique Yugi et qu'il est devenu champion sans l'aide d'Atem. Il réapparaîtra à la fin de la saison 4 pour livrer son duel contre Jaden, pour cela il envoie Jaden dans le passé afin qu'il puisse affronter le jeune Yugi.
- Joey Wheeler

Joey est le meilleur ami de Yugi mais il n'apparait qu'une seule fois quand Pégasus cite les cinq meilleurs duellistes qu'il préfère à Aster Phénix. Joey semble être devenu un des plus grands duellistes du monde mais il semble encore inférieur à Yugi et Kaiba. Un singe d'un laboratoire de la Duel Académie est baptisé par son nom de famille qui est surement une référence au fait que Kaiba traite Joey de singe. 
- Papy de Yugi/Salomon Muto

Le grand-père de Yugi fera son apparition à la saison 2 pour guider Jaden et ses amis à travers Domino City pendant leur voyage scolaire organisé par la Duel Académie. Salomon Muto continue de tenir sa boutique à Domino City. en voyant Jaden à l’œuvre dans un duel l'opposant à un voyou qui sert Sarina, la sœur de Sartorius, il en a déduit qu'il est animé par le même état d'esprit que son petit-fils.

## Duel Academie

### Écoles
L'académie se situe sur une île volcanique. L'école en elle-même est en pleine forêt, au sud il y a le port ainsi que l'héliport, au nord se trouve un volcan encore en activité, au sud se trouve une plage et un labo de recherche.

### Dortoirs
- Slifer (Osiris) : Les étudiants sont habillés en rouge et ce dortoir regroupe les élèves ayant les plus basses notes ou les moins favorisés (sauf Chad et Jaden). Comme Charlie le dit, on les surnomme les pourquoi car « Pourquoi ont-ils été acceptés dans l'académie ». Leur dortoir est ancien et leur nourriture est de médiocre qualité. Malgré les apparences, il regroupe quand même de bons duellistes, comme Jaden, Syrus ou Chad. Dans la saison 2, Chad refusa la proposition de Crowler de retourner chez les Obelisk et il s'installera donc définitivement chez les Slifer, cependant sa chambre était bien trop petite à son goût. Il utilisera alors son argent pour rénover la moitié du dortoir afin de le rendre plus luxueux, ainsi la partie où Chad et certains de ses amis (comme Alexia et Isidor Rhodes) vivent est un endroit ravissant et très spacieux comportant un salon avec un grand écran TV, des lits bien plus confortables que les autres, un bain bouillonnant avec une chute d'eau, une piste de bowling dans la cave, un terrain de foot, des hauts plafonds et un sol en marbre. Dans cette même saison, ce dortoir sera l'objet de multiples différents de duellistes - et donc de duels - car Wellington, le nouvel associé de Crowler (devenu doyen), voudra le détruire... Mais il n'y arrivera pas, grâce à Jaden et tous ses amis ainsi qu'au soutient de Crowler qui s'est prit d'affection pour nos héros. Dans les saisons 2 et 3, Crowler et Wellington vont progressivement muter tous les Slifer vers les deux autres dortoirs dans le but d'élever le niveau de la Duel Academy et c'est ainsi que dans la saison 4, Jaden est le dernier Rouge Slifer de l'Académie, les autres ayant rejoint les Jaune Râ ou les Bleu Obelisk.
- Râ : Les étudiants sont habillés en jaune et ce dortoir regroupe les élèves ayant des notes moyennes ainsi qu'une bonne aptitude aux duels. Ils ont un grand dortoir et une bonne nourriture. Ce sont les duellistes les moins vus ! Syrus, Bastien et Davy Cricket en font partie mais préfèrent loger chez Jaden dans les saisons 2 et 3. Bastien devait aller chez les bleus mais il a refusé l'offre car il s'est promis qu'il n'y ira pas tant qu'il n'aura pas battu Jaden.
- Obelisk : Pour être dans le dortoir bleu Obelisk dès la première année, le seul moyen est d'avoir été avant dans une école affiliée à la Duel Academy et d'y avoir eu de très bons résultats. Les étudiants sont tous habillés en bleu et ce dortoir regroupe les élèves ayant les meilleures notes et les meilleures aptitudes aux duels, ou les plus riches. Ils ont un dortoir luxueux et de l'excellente nourriture. Certains élèves mériteraient d'aller dans ce dortoir, mais Crowler et Wellington ne veulent pas car ils ne sont pas assez disciplinés (pour le cas de Jaden Yuki notamment). Dans la saison 2, Sartorius prend le contrôle de ce dortoir et le transforme en dortoir des blancs. À la fin de la saison, Sartorius est battu et tout rentre dans l'ordre.

Néanmoins, il arrive parfois que des élèves du dortoir Slifer arrivent à battre des élèves du dortoir Obelisk (ce qui arrive fréquemment avec Jaden Yuki). Dans la saison 2, les élèves des dortoirs se mélangeront : Cricket un nouveau membre des Râ, Syrus (pourtant transféré chez les Jaune Râ), Alexia (des Obelisk), Bastien (des Râ) et plus tard Isidor (des Obelisk) vivront avec les rouges dans leur dortoir, jusqu'au moment où Sartorius fasse des siennes et remplace le dortoir Bleu par le dortoir Blanc qui rassemble les membres de la Société de Lumière (dont font partie Chad, Alexia et Bastien). Toujours dans la saison 2, Aster Phoenix, un duelliste professionnel qui a rejoint la Duel Academy, sera le seul élève de l'académie ne vivant pas dans un dortoir, celui-ci préfère vivre dans son bateau qu'il amarre dans le port alors que pourtant il a directement intégré les Bleu Obelisk. Dans la saison 3, les amis de Jaden continueront à vivre dans le dortoir Rouge (à l'exception de Bastien qui a temporairement quitté la Duel Academy), ils seront rejoint par Blair, qui intégra l'académie à la suite du tournoi GX de la saison 2 et qui réquisitionna la chambre de Chad, obligeant ce dernier à retourner dans une chambre rudimentaire, ainsi que Jesse, un duelliste de l'Académie du Nord qui a pourtant été intégré chez les Obelisk dans le cadre de son échange inter-académie mais qui passe tout son temps avec Jaden. Dans la Saison 4, seul Jaden continuera à vivre dans le dortoir des Rouge, ses amis ayant regagnés leur dortoir respectif tandis que les autres Slifer ont été promus dans des dortoirs supérieurs.
Les dortoirs ont les noms des trois cartes de dieux égyptiens. Cependant si le Dragon Ailé de Râ est considéré comme le plus fort des monstres, Seto Kaiba, créateur de l'académie, possédait Obélisk le Tourmenteur. Il préféra mettre Obélisk pour les plus forts. Son rival Yugi possédant la carte de Slifer le Dragon du Ciel, il décida d'assigner les plus faibles à ce dortoir. Bien que les cartes des dieux égyptiens appartiennent à Yugi, Kaiba ne semble pas avoir oublié son ancienne carte Obélisk le Tourmenteur vu le niveau de prestige du dortoir des bleus.

## Anime

### Série télévisée
L'anime Yu-Gi-Oh! Duel Monsters GX a été diffusé au Japon du 6 octobre 2004 au 26 mars 2008 sur TV Tokyo et comporte 180 épisodes. Il a été adapté en anglais par 4Kids Entertainment sous le titre Yu-Gi-Oh! GX, choisi par Cartoon Network et 4KidsTV aux États-Unis, sur YTV au Canada, CITV, Nicktoons UK au Royaume-Uni, Gulli et Canal J en France, RTL II en Allemagne, Italia 1 en Italie, Nickelodeon Australia, Network Ten et Cartoon Network en Australie, TV2 en Nouvelle-Zélande, ABS-CBN et Hero TV aux Philippines, TV3 en Lituanie, CTS à Taïwan, RTÉ Two en Irlande, MBC 3, Cartoon Network et TV2 au Danemark, MTV3 et Subtv Juniori en Finlande, Nickelodeon au Brésil et au Mexique et Animax en Hongrie, Roumanie et République de Moldavie.

#### Liste des épisodes
Saison 1
- Épisode 1 : Le nouveau maître du jeu
- Épisode 2 : Bienvenue à la Duel Académie
- Épisode 3 : La vengeance du Docteur Crowler
- Épisode 4 : Duel au sommet
- Épisode 5 : Le duelliste de l'ombre - partie 1
- Épisode 6 : Le duelliste de l'ombre - partie 2
- Épisode 7 : Une drôle de punition
- Épisode 8 : Un duel pour Syrus
- Épisode 9 : Duel père, duel fils
- Épisode 10 : L'épreuve de duel en équipe - partie 1
- Épisode 11 : L'épreuve de duel en équipe - partie 2
- Épisode 12 : La formule du succès
- Épisode 13 : Ce n'est pas aux vieux singes qu'on apprend à faire un duel
- Épisode 14 : Deux grands esprits se rencontrent
- Épisode 15 : Pour l'amour d'Alexia
- Épisode 16 : Le duelliste géant
- Épisode 17 : Une mauvaise pioche
- Épisode 18 : Duel contre le maître des copieurs - partie 1
- Épisode 19 : Duel contre le maître des copieurs - partie 2
- Épisode 20 : La jeune fille amoureuse
- Épisode 21 : Un duel de prestige - partie 1
- Épisode 22 : Un duel de prestige - partie 2
- Épisode 23 : Le petit Belowski
- Épisode 24 : Le Chad nouveau est arrivé
- Épisode 25 : Duel inter académie - partie 1
- Épisode 26 : Duel inter-académie - partie 2
- Épisode 27 : Le duel du tombeau - partie 1
- Épisode 28 : Le duel du tombeau - partie 2
- Épisode 29 : Un duel infernal - partie 1
- Épisode 30 : Un duel infernal - partie 2
- Épisode 31 : Les hurlements des ténèbres - partie 1
- Épisode 32 : Les hurlements des ténèbres - partie 2
- Épisode 33 : Les hurlements des ténèbres - partie 3
- Épisode 34 : Le cauchemar
- Épisode 35 : Rivalité entre frères
- Épisode 36 : Distractions en duel - partie 1
- Épisode 37 : Distractions en duel - partie 2
- Épisode 38 : Tout le monde à bord !
- Épisode 39 : Les scorpions noirs
- Épisode 40 : La légende du pharaon
- Épisode 41 : Une raison de gagner
- Épisode 42 : Jour de fête
- Épisode 43 : Le cœur est sauvage
- Épisode 44 : Le septième cavalier de l'ombre
- Épisode 45 : Le jeu final d'Amnaël - partie 1
- Épisode 46 : Le jeu final d'Amnaël - partie 2
- Épisode 47 : Chad-anova
- Épisode 48 : Le réveil des bêtes sacrées - partie 1
- Épisode 49 : Le réveil des bêtes sacrées - partie 2
- Épisode 50 : Un duel décisif
- Épisode 51 : Le duel des diplômés - partie 1
- Épisode 52 : Le duel des diplômés - partie 2

Saison 2
- Épisode 1 : Retour à la Duel Académie
- Épisode 2 : Le duel d'ouverture
- Épisode 3 : Bataille rangée
- Épisode 4 : Un gage de courage
- Épisode 5 : Le démon
- Épisode 6 : Une nouvelle race de héros - partie 1
- Épisode 7 : Une nouvelle race de héros - partie 2
- Épisode 8 : Un duel rock and roll
- Épisode 9 : La lumière
- Épisode 10 : Entre rêve et réalité
- Épisode 11 : Un duel corsé
- Épisode 12 : L'épreuve de la camaraderie
- Épisode 13 : Le retour de Zen
- Épisode 14 : Une faim sans fin
- Épisode 15 : Retour au bercail - partie 1
- Épisode 16 : Retour au bercail - partie 2
- Épisode 17 : Duel pour la démolition
- Épisode 18 : Blanc Obelisk ?
- Épisode 19 : Duel à l'italienne
- Épisode 20 : X
- Épisode 21 : Le destin du dinosaure
- Épisode 22 : Un prince pas très charmant
- Épisode 23 : Pris dans la tempête - partie 1
- Épisode 24 : Pris dans la tempête - partie 2
- Épisode 25 : Duel de rue
- Épisode 26 : Miroir, miroir - partie 1
- Épisode 27 : Miroir, miroir - partie 2
- Épisode 28 : Une bien jolie poupée
- Épisode 29 : Pour les beaux yeux d'Alexia
- Épisode 30 : Une personnalité magnétique
- Épisode 31 : Duel sur le toit du monde
- Épisode 32 : La puissance du ciel
- Épisode 33 : Qui a vu, voit Râ
- Épisode 34 : Duel artistique
- Épisode 35 : Aveuglé par la lumière - partie 1
- Épisode 36 : Aveuglé par la lumière - partie 2
- Épisode 37 : Les ténèbres intérieures
- Épisode 38 : Duels de pro
- Épisode 39 : Un pacte dangereux
- Épisode 40 : L'entretien d'embauche
- Épisode 41 : Duel de glace - partie 1
- Épisode 42 : Duel de glace - partie 2
- Épisode 43 : Duel fratricide
- Épisode 44 : Tout est relatif
- Épisode 45 : La lumière du mal
- Épisode 46 : Le duel de la destinée
- Épisode 47 : Duel pour une clef
- Épisode 48 : Une promesse de longue date - partie 1
- Épisode 49 : Une promesse de longue date - partie 2
- Épisode 50 : Les mains de la justice - partie 1
- Épisode 51 : Les mains de la justice - partie 2
- Épisode 52 : Imprévisible destin

Saison 3
- Épisode 1 : Souvenirs, souvenirs
- Épisode 2 : Un nouveau professeur - partie 1
- Épisode 3 : Un nouveau professeur - partie 2
- Épisode 4 : Mais qui est au bout du fil ? - partie 1
- Épisode 5 : Mais qui est au bout du fil ? - partie 2
- Épisode 6 : Instinct primitif
- Épisode 7 : La tête dans les nuages - partie 1
- Épisode 8 : La tête dans les nuages - partie 2
- Épisode 9 : Duel prof-élève - partie 1
- Épisode 10 : Duel prof-élève - partie 2
- Épisode 11 : Trappeur - partie 1
- Épisode 12 : Trappeur - partie 2
- Épisode 13 : Le venin du serpent - partie 1
- Épisode 14 : Le venin du serpent - partie 2
- Épisode 15 : Le venin du serpent - partie 3
- Épisode 16 : Prisonniers d'une autre dimension
- Épisode 17 : Le sous-marin du désert
- Épisode 18 : L'attaque des zombies
- Épisode 19 : Il faut sauver Blair
- Épisode 20 : Triple duel - partie 1
- Épisode 21 : Triple duel - partie 2
- Épisode 22 : Le retour des bêtes sacrées
- Épisode 23 : Le sceau sacré
- Épisode 24 : Duel inter-dimensionnel
- Épisode 25 : Le retour du dragon - partie 1
- Épisode 26 : Le retour du dragon - partie 2
- Épisode 27 : Tous pour un
- Épisode 28 : Le nouveau monde
- Épisode 29 : Ami ou ennemi ?
- Épisode 30 : Duel contre l'armée des ténèbres
- Épisode 31 : Le livre maléfique - partie 1
- Épisode 32 : Le livre maléfique - partie 2
- Épisode 33 : Syrus, le solitaire
- Épisode 34 : Les ténèbres dévoilées
- Épisode 35 : La vue retrouvée - partie 1
- Épisode 36 : La vue retrouvée - partie 2
- Épisode 37 : Sous la surface - partie 1
- Épisode 38 : Sous la surface - partie 2
- Épisode 39 : Sous la surface - partie 3
- Épisode 40 : Le rituel maudit - partie 1
- Épisode 41 : Le rituel maudit - partie 2
- Épisode 42 : Le retour de Yubel - partie 1
- Épisode 43 : Le retour de Yubel - partie 2
- Épisode 44 : Le retour de Yubel - partie 3
- Épisode 45 : L'ultime face à face - partie 1
- Épisode 46 : L'ultime face à face - partie 2
- Épisode 47 : Le pouvoir enfoui - partie 1
- Épisode 48 : Le pouvoir enfoui - partie 2
- Épisode 49 : Le retour de l'Ultime Souverain - partie 1
- Épisode 50 : Le retour de l'Ultime Souverain - partie 2
- Épisode 51 : Le retour de l'Ultime Souverain - partie 3
- Épisode 52 : Jaden ranimé !? Un tout nouveau voyage

#### Musiques
| Générique | Épisodes  | Début                     | Début         | Fin                | Fin                 |
| Générique | Épisodes  | Titre                     | Artiste       | Titre              | Artiste             |
| --------- | --------- | ------------------------- | ------------- | ------------------ | ------------------- |
| 1         | 1 – 52    | Kaisei Josho Hallelujah   | Jindou        | Genkai Battle      | JAM Project         |
| 2         | 53 – 104  | 99%                       | BOWL          | Wake up your heart | KENN with the NaB's |
| 3         | 105 – 156 | Teardrop (ティアドロップ) | BOWL          | The Sun (太陽)     | Bite the Lung       |
| 4         | 157 – 180 | Precious Time, Glory Days | Psychic Lover | Endless Dream      | Hiroshi Kitadani    |

#### Version française
- Directeur de Plateau: Frédéric Meaux[1].
- Adaptation: Alexandre Gibert, Vanessa Leiritz, Iseult Jacquemin et Gaëlle Kannengiesser
- Valery Bendjilali: Jaden Yuki (saison 1)
- Alessandro Bevilacqua : Jaden Yuki (saisons 2 et 3)
- Mathieu Moreau : Chad Princeton
- Julie Basecqz : Alexia Rhodes
- Frédéric Meaux : Bastien Misawa
- Jean-Paul Clerbois : Charlie
- Philippe Allard : Zane Truesdale
- Sophie Landresse : Syrus Truesdale
- Thierry Janssen : Vegan Crawler, Père d'Axel Brodie, Maximilien Pegasus (deuxième voix)
- Nicolas Dubois : Sartorius
- Olivier Cuvelier : Aster Phoenix
- Michelangelo Marchese : Davy Crickett (saison 2)
- Christophe Hespel : Lyman Banner
- Bruno Bulté : Chancellor Shephard
- Yvan Reekmans : Lorenzo (saison 2), Jesse Andersen (saison 3)
- Bruno Mullenaerts : Isidore Rhodes
- Michel Hinderyckx : Wellington
- Robert Guilmard : Professeur Thesalonixus
- Ioanna Gkizas : Blair Flannigan
- Grégory Praet : Axel Brodie
- Laurent Bonnet : Tyranno Crickett
- Fabienne Loriaux : Camula
- Sébastien Fayard : Adrien Gecko.
- Romain Barbieux : Jim "Crocodile" Cook
- Franck Dacquin : Kaibaman
- Erwin Grünspan : Zure
- Lionel Bourguet : Trappeur
- Dominique Wagner : Therese
- Laurent Sao : Yûgi Mûto
- Nessym Guetat : Seto Kaiba
- Arnaud Léonard : Salomon Mûto ; Maximilien Pegasus (première voix)

### Film d'animation
Un film d'animation spécial est sorti le 20 janvier 2010 pour célébrer les 10 ans de la franchise,. Il met en scène les personnages des trois séries Yu-Gi-Oh!, Yu-Gi-Oh! GX et Yu-Gi-Oh! 5D's. En France, il est diffusé pour la première fois sur Canal J le 28 avril 2011.
L'histoire se déroule autour de Yusei Fudo, le héros de Yu-Gi-Oh! 5D's où Paradox a volé les monstres des amis de Jaden et cherche à détruire le monde en faisant disparaître Maximillien Pegasus. Dans la liste des vols il y a notamment l'Ultime Cyber Dragon de Zane Truesdale et le dragon Arc-en-Ciel de Jesse Anderson. Yusei rencontrera Jaden, ils s'allieront puis rencontreront Yugi pour former le trio qui remettra le passé à sa place.

## Manga
Le manga Yu-Gi-Oh! GX raconte les histoires de Yuki Judai contre de nouveaux adversaires ou des camarades de l'académie, avec de nouvelles cartes, même si les thèmes de base des decks restent les mêmes. L'histoire de Judai (Jaden Yuki) y est plus approfondie, de même que celle de Manjoume Jun (Chad Princeston). Tout comme Yu-Gi-Oh! R, autre spin-off de Yu-Gi-Oh!, l'histoire est de Kazuki Takahashi, mais cette fois avec un dessin de Naoyuki Kageyama, un ancien assistant de Kazuki Takahashi.
Le manga a été publié dans le magazine V Jump de Shueisha entre le 17 décembre 2005 et le 19 mars 2011 et compte un total de neuf tomes. La version française est éditée en intégralité par Kana. Le manga est aussi commercialisé en Amérique du Nord par VIZ Media. Il a été publié dans le magazine Shōnen Jump à un rythme mensuel à partir de janvier 2007.

### Arc 1: chapitres 1 à 15
Le premier arc permet de faire la connaissance de Judai Yûki, élève fraîchement entré à la Duel Academia, et de ses amis Sho et Asuka, mais aussi de ceux qui le voient comme un rival : Misawa et Manjoume. Alors que les circonstances l'amènent à se battre en duel de Magic and Wizards contre ces personnes (duels qu'il remporte le plus souvent grâce à sa carte E•HERO The Earth), une simple question de Jun Manjôme et une entrevue avec le Pr Hibiki Midori l'amènent à se souvenir ce qui l'a amené à jouer à Magic and Wizards, à voir ses cartes comme des partenaires, trouver la joie dans un duel et la capacité de voir les esprits des monstres qui vivent dans certaines cartes. Au passage, son passé apprend comment la carte Kuriboh Ailé que Kōyō, le frère de Midori, lui a donné, a permis à une carte de Manjoume, le Dragon de la Lumière et des Ténèbres, d'avoir son propre esprit de carte.

Durant ce temps, en Égypte, un archéologue et son guide libère un esprit démoniaque d'il y a 3000 ans, qui prend possession de leur corps afin de retrouver sa lithographie qui a été brisée.

### Arc 2: chapitres 16 à 40
Ce second arc commence par le retour de Ryô "Kaiser" Marufuji, le grand frère de Sho, à la Duel Academia accompagné de David Rabb et Reggie "Mac" MacKenzie, des duellistes américains. Profitant du retour du Kaiser, un tournoi est organisé pour tous les duellistes de l'île, afin que la gagnant puisse se mesurer au Kaiser (et s'il gagne, le duelliste sera exempté des prochains examens). Rabb et MacKenzie y participent également, n'ayant pas pu se mesurer à Ryô lorsqu'il était aux États-Unis.

En réalité, les américains profitent du tournoi pour chercher des duellistes qui pourraient posséder des cartes renfermant des esprits. À la suite d'un combat contre Sho où il gagne sans peine grâce à sa carte de sa série des Planètes, The Big Saturn, David aperçoit le Dragon de la Lumière et des Ténèbres de Manjoume, sans pour autant savoir à qui elle appartient. Pour retrouver le propriétaire, il sait qu'il doit atteindre les finales. Durant ce temps, Asuka perd face à MacKenzie et sa carte The Splendid Venus, elle aussi de la série des Planètes.

Le moment des finales arrive enfin, et les rondes sont annoncées :
| Premier tour     | Second tour   | Finale     | Vainqueur    | Finale       | Second tour  | Premier tour  |
| Judai Yuki       |               |            |              |              |              | David Rabb    |
| vs.              | Yuki Judai    |            |              |              | David Rabb   | vs.           |
| Seika Kohinata   |               |            |              |              |              | Asuka Tenjoin |
|                  | vs.           | Judai Yuki | Jun Manjoume | Jun Manjoume | vs.          |               |
| Reggie MacKenzie |               |            |              |              |              | Sho Marufuji  |
| vs.              | Daichi Misawa |            |              |              | Jun Manjoume | vs.           |
| Daichi Misawa    |               |            |              |              |              | Jun Manjoume  |

Le premier duel oppose Seika Kohinata et son deck serpents à Judai et ses E•HERO, duel au cours duquel Judai invoque E•HERO  The Earth, qui, à la grande surprise de David et MacKenzie, fait également partie de la série des Planètes, dont les cartes n'existent qu'en un seul exemplaire. À la suite de la victoire de Judai, l'esprit démoniaque qui communique au travers des boucles d'oreille des duellistes américains annonce à Judai que le Kuriboh Ailé est la dernière pièce qu'il manque pour sa libération totale. L'esprit apprend également qu'il a été enfermé il y a 3000 ans par les prêtres qui portaient les items millénaires au temps d'Atem. Alors que l'esprit espère commencer un duel contre Judai via le corps de David, MacKenzie est appelée pour son duel contre Misawa. David annonce alors que Judai perdra donc contre celle-ci, avant même de pouvoir l'affronter.
Le duel de Misawa contre MacKenzie commence, et si MacKenzie mène au premier tour, Misawa arrive à inverser la tendance grâce à ses cartes de Yōkais. Mais MacKenzie réussit à invoquer sa carte ange Athéna qui réduit les points de vie de Misawa à chaque fois qu'un monstre est invoqué par invocation spéciale. Alors que Misawa réussit à supprimer toutes les cartes de MacKenzie sur le terrain sauf une carte masquée, il passe à l'attaque et gagne, sans savoir que MacKenzie avait ce qu'il fallait sur le terrain et en main pour gagner. En effet, gagner contre Misawa aurait amené MacKenzie à faire un duel des ténèbres contre Judai, ce qui signifie être habité par l'esprit démoniaque et avoir des sensations désagréables. Elle préfère laisser cet honneur à Rabb, qui se réjouit de la défaite de MacKenzie. De plus, du point de vue de MacKenzie, elle est juste venue pour trouver une carte habitée par un esprit, ce qui est déjà fait. Se battre devant la foule pour la dénicher n'a donc plus aucun sens.
Le troisième duel oppose Rabb à Asuka. Juste avant le duel, MacKenzie indique à Rabb que battre Asuka sera un premier pas vers sa revanche. Rabb comprend ses mots en voyant les yeux d'Asuka, les mêmes que « FubuKing » (jeu de mots sur Fubuki, le frère aîné d'Asuka, et King, Roi en anglais). Rabb en veut alors à MacKenzie de lui avoir rappelé la disgrâce qu'il a reçu en perdant contre FubuKing. Le duel commence et Asuka invoque un monstre et masque 2 carte. Rabb réussit à invoquer The Big Saturn dès son premier tour et attaque le monstre d'Asuka, réduisant ainsi ses points de vie. Rabb utilise ensuite une carte pour détruire The Big Saturn, qui réduit les points de vie des 2 joueurs de son attaque (2800) quand il est détruit. Asuka perd le duel en un tour alors que Rabb a encore 1200 points de vie. Rabb sourit alors à l'idée de se rapprocher de Judai et des 2 choses qu'il veut récupérer : Kuriboh Ailé et la carte de E•HERO The Earth.
Durant le duel Manjoume/Sho, Sho arrive à mener grâce à son Solidroid α qui monte à 4500 d'attaque jusqu'à la fin du tour, mais Manjoume invoque son Dragon de la Lumière et des Ténèbres pour détruire le monstre de Sho. Ce dernier se retrouve alors avec une seule carte en main avant de pouvoir piocher. Mais grâce aux composants de Solidroid α, (Strikeroid, Stealthroid et Turboroid), Sho invoque Solidroid β, qui détruit le Dragon de la Lumière et des Ténèbres. Manjoume invoque alors le côté sombre de son dragon sous la forme d'un nouveau dragon : Dark-End Dragon, qui détruit Solidroid β. Sho rappelle son monstre sous la forme de Solidroid γ et bat le nouveau dragon, pour perdre devant le côté lunimeux du dragon de Manjoume : Light-End Dragon. Malgré la défaite de Sho, Kaiser voit que son petit frère a grandi pour devenir un véritable duelliste.